# Gran Premio d'Argentina 1979
Il Gran Premio d'Argentina 1979 è stata la prima prova della stagione 1979 del Campionato mondiale di Formula 1. Si è corsa domenica 21 gennaio 1979 sul Circuito di Buenos Aires. La gara è stata vinta dal francese Jacques Laffite, su Ligier-Ford Cosworth; per il vincitore si trattò del secondo successo nel mondiale. Ha preceduto sul traguardo l'argentino Carlos Reutemann su Lotus-Ford Cosworth e il britannico  John Watson su  McLaren-Ford Cosworth.

## Vigilia

### Aspetti tecnici
La Ligier impiegò da questa stagione il tradizionale motore Ford Cosworth DFV, in luogo di quello fornito dalla Matra, a seguito dell'uscita dal campionato della casa transalpina.
L'Alfa Romeo approntò per la Brabham un nuovo motore, sempre a 12 cilindri ma con la struttura a V e non più boxer, per meglio adattarsi a una vettura che sfruttava l'effetto suolo. La casa britannica infatti faceva esordire la BT48, affidata al solo Niki Lauda. La Tyrrell portava invece all'esordio la 008, così come la McLaren presentava la M28. Nuove vetture anche per l'ATS, con la D2, la Wolf, con il modello WR7, la Ligier con la JS11, mentre la Merzario e l'Arrows presentarono le versioni B delle rispettive A1. La Ferrari aveva presentato il 15 gennaio a Maranello la nuova 312 T4, ma preferì affrontare la gara con le vecchie 312 T3, aggiornate con la presenza delle "minigonne".

### Aspetti sportivi
Vi furono molti cambiamenti il merito all'allocazione dei piloti. Jody Scheckter  passò dalla Wolf alla Scuderia Ferrari con Carlos Reutemann che abbandonò la scuderia di Maranello. L'argentino passò alla Lotus (dove venne preferito a Clay Regazzoni e Bruno Giacomelli), per affiancare il campione del mondo uscente, Mario Andretti.

La Brabham portò all'esordio la BT48 con al volante Niki Lauda.

Alla Wolf, al posto di Scheckter, arrivò James Hunt. In McLaren, a far coppia con Patrick Tambay sarebbe dovuto giungere Ronnie Peterson, ma il pilota svedese decedette a causa delle ferite riportare in un incidente nel corso del Gran Premio d'Italia 1978. Venne così messo sotto contratto il nordirlandese John Watson, che lasciò il suo volante della Brabham al giovane brasiliano Nelson Piquet.
Clay Regazzoni annunciò il suo passaggio alla Williams per la stagione, dove venne confermato anche Alan Jones.
Anche la Ligier passò a due vetture: a Jacques Laffite venne affiancato Patrick Depailler, impegnato nel 1978 con la Tyrrell. Alla casa britannica giunse Jean-Pierre Jarier (impiegato in vari gran premi nel 1978 da ATS e Lotus a far coppia con Didier Pironi). La Renault confermò Jean-Pierre Jabouille affiancandogli René Arnoux, che nella stagione precedente aveva esordito con la Martini, e corso anche per la Surtees. Furono ben 7 i piloti francesi al via del mondiale.
Il tedesco Jochen Mass abbandonò l'ATS e passò all'Arrows, dove rimase invece Riccardo Patrese. Mass fu sostituito dall'altro tedesco Hans-Joachim Stuck, che nel 1978 aveva corso per la Shadow. Quest'ultima si affidò a due debuttanti: l'olandese Jan Lammers (che aveva vinto nel 1978 il campionato europeo di F3) e il romano Elio De Angelis, che si era imposto nel campionato italiano di F3 1977 e aveva disputato, nel 1978, il campionato europeo di F2.
Il costo dei biglietti delle tribune per la gara arrivava sino a 120.000 pesos.

## Qualifiche

### Resoconto

Da sinistra, Niki Lauda con Mario Andretti e Jody Scheckter durante la prima giornata di prove del gran premio.

La prima giornata di prove ufficiali si disputò con sole e grande caldo. Patrick Depailler su Ligier ottenne il miglior tempo di giornata al mattino, in 1'45"24, precedendo Jean-Pierre Jarier della Tyrrell e il compagno di scuderia Jacques Laffite. Il tempo fatto da Depailler era di ben due secondi e mezzo più basso di quello fatto da Mario Andretti l'anno precedente. Ebbe grossi problemi tecnici Niki Lauda, che compì pochi giri: la sua Brabham non riusciva ad avere una buona tenuta di strada, a causa della scarsa efficienza delle "minigonne". Pochi giri vennero effettuati anche da Arturo Merzario e Riccardo Patrese. Il grande caldo del pomeriggio non permise a nessuno di migliorare la prestazione di Depailler.
Il campione del mondo uscente, Mario Andretti, commentò:
Il giorno seguente Carlos Reutemann ottenne un tempo inferiore a quello di Depailler, ma solo nelle libere. Durante le prove ufficiali fu Jacques Laffite a battere Patrick Depailler (con 1'44"20) e ottenere così la seconda pole della carriera nel mondiale, dopo quella del Gran Premio d'Italia 1976, ottenuta anche in quella occasione con la Ligier. Reutemann non fu capace invece di scendere sotto l'1'45, ottenendo il terzo tempo, anche perché il team fu impegnato nella riparazione dell'altra vettura, quella di Mario Andretti, che aveva subito la rottura di una sospensione. Niki Lauda, nel tentativo di qualificarsi, utilizzò anche la vettura del compagno di squadra Nelson Piquet, ma incappò nella rottura della pompa dell'olio, che rese viscida la pista. Proprio a causa di questa situazione Jean-Pierre Jarier fu vittima di un incidente sul rettilineo, senza però conseguenze fisiche. Lauda riuscì comunque a qualificarsi, utilizzando nuovamente la BT48, in dodicesima, e ultima, fila. Fu il suo peggior risultato in qualifica dal Gran Premio degli Stati Uniti d'America 1972, ove era partito 25º, con una March.

### Risultati
Nella sessione di qualifica si è avuta questa situazione:
| Pos                     | Nº | Pilota                | Costruttore              | Tempo   | Griglia |
| ----------------------- | -- | --------------------- | ------------------------ | ------- | ------- |
| 1                       | 26 | Jacques Laffite       | Ligier-Ford Cosworth     | 1'44"20 | 1       |
| 2                       | 25 | Patrick Depailler     | Ligier-Ford Cosworth     | 1'45"24 | 2       |
| 3                       | 2  | Carlos Reutemann      | Lotus-Ford Cosworth      | 1'45"34 | 3       |
| 4                       | 4  | Jean-Pierre Jarier    | Tyrrell-Ford Cosworth    | 1'45"36 | 4       |
| 5                       | 11 | Jody Scheckter        | Ferrari                  | 1'45"58 | 5       |
| 6                       | 7  | John Watson           | McLaren-Ford Cosworth    | 1'45"76 | 6       |
| 7                       | 1  | Mario Andretti        | Lotus-Ford Cosworth      | 1'45"96 | 7       |
| 8                       | 3  | Didier Pironi         | Tyrrell-Ford Cosworth    | 1'46"43 | 8       |
| 9                       | 8  | Patrick Tambay        | McLaren-Ford Cosworth    | 1'46"56 | 9       |
| 10                      | 12 | Gilles Villeneuve     | Ferrari                  | 1'46"88 | 10      |
| 11                      | 14 | Emerson Fittipaldi    | Fittipaldi-Ford Cosworth | 1'47"15 | 11      |
| 12                      | 15 | Jean-Pierre Jabouille | Renault                  | 1'47"46 | 12      |
| 13                      | 29 | Riccardo Patrese      | Arrows-Ford Cosworth     | 1'48"33 | NP      |
| 14                      | 30 | Jochen Mass           | Arrows-Ford Cosworth     | 1'48"34 | 14      |
| 15                      | 27 | Alan Jones            | Williams-Ford Cosworth   | 1'48"44 | 15      |
| 16                      | 18 | Elio De Angelis       | Shadow-Ford Cosworth     | 1'48"51 | 16      |
| 17                      | 28 | Clay Regazzoni        | Williams-Ford Cosworth   | 1'48"64 | 17      |
| 18                      | 20 | James Hunt            | Wolf-Ford Cosworth       | 1'48"77 | 18      |
| 19                      | 31 | Héctor Rebaque        | Lotus-Ford Cosworth      | 1'49"36 | 19      |
| 20                      | 6  | Nelson Piquet         | Brabham-Alfa Romeo       | 1'49"49 | 20      |
| 21                      | 17 | Jan Lammers           | Shadow-Ford Cosworth     | 1'49"51 | 21      |
| 22                      | 24 | Arturo Merzario       | Merzario-Ford Cosworth   | 1'50"26 | 22      |
| 23                      | 5  | Niki Lauda            | Brabham-Alfa Romeo       | 1'50"29 | 23      |
| 24                      | 22 | Derek Daly            | Ensign-Ford Cosworth     | 1'51"05 | 24      |
| Vetture non qualificate |    |                       |                          |         |         |
| NQ                      | 9  | Hans-Joachim Stuck    | ATS-Ford Cosworth        | 1'51"28 | NP      |
| NQ                      | 16 | René Arnoux           | Renault                  | 1'51"52 | 25      |

## Gara

### Resoconto
Durante il warm up della mattina Riccardo Patrese urtò lateralmente la vettura di Nelson Piquet. La scocca della vettura del padovano si piegò irreparabilmente, tanto che Patrese non poté prendere parte alla gara. Patrese ammise il suo errore e i due piloti vennero convocati dalla CSI per avere delle spiegazioni sull'accaduto. Non vi furono però sanzioni nei confronti del pilota dell'Arrows, che però venne criticato per il suo stile di guida, in ricordo anche dei fatti del Gran Premio d'Italia 1978.
Alla partenza, alla curva del Cervo, John Watson toccò la vettura di Jody Scheckter: questa iniziò a piroettare lungo il tracciato, coinvolgendo le monoposto sopraggiungenti di Patrick Tambay, Mario Andretti, Didier Pironi, Arturo Merzario e Nelson Piquet, che colpirono quella del sudafricano. Piquet, aiutato a uscire dalla vettura da Arturo Merzario, venne trasferito all'ospedale, ove gli venne riscontrata la frattura della caviglia sinistra (anche se inizialmente le sue condizioni sembravano più gravi) mentre Scheckter soffrì di una lussazione ad un polso, tanto che gli venne vietata la prosecuzione del gran premio. La gara, infatti, era stata interrotta e sarebbe stata ripresa sulla distanza originaria.
Alla ripartenza mancarono però all'appello 5 vetture, tutti gli incidentati, tranne Watson (al quale Tambay cedette la vettura) e Andretti. Patrick Depailler fu il più lesto al via e scattò davanti a Jean-Pierre Jarier, John Watson, Jacques Laffite, Mario Andretti, Carlos Reutemann e Gilles Villeneuve.
Jarier perse rapidamente terreno, passato da Watson, Laffite al secondo giro, e Andretti e Reutemann al terzo; il francese della Tyrrell era penalizzato da un problema al motore. Un giro dopo Reutemann prese una posizione ad Andretti, mentre al giro 5 Jacques Laffite s'installò al secondo posto, passando Watson. La rincorsa di Laffite si concluse al giro 11, quando passò a condurre.
I problemi al motore della Tyrrell di Jarier costrinse il francese a ritirarsi al quindicesimo giro, quando era sesto. Un giro ancora e Carlos Reutemann si pose al terzo posto, passando anch'egli John Watson.
La classifica rimase congelata fino a pochi giri dalla conclusione quando, a causa problemi di motore, Depailler retrocedette fino al quarto posto. Vinse Jacques Laffite, autore nel fine settimana dell'Hat Trick (vittoria, pole e giro più veloce), davanti a Reutemann, Watson, Patrick Depailler, Mario Andretti ed Emerson Fittipaldi. Per Laffite e la Ligier si trattò del secondo successo nel mondiale, dopo la vittoria al Gran Premio di Svezia 1977.

### Risultati
I risultati del gran premio furono i seguenti:
| Pos | No | Pilota                | Costruttore              | Giri | Tempo/Ritiro                   | Pos. Griglia | Punti |
| --- | -- | --------------------- | ------------------------ | ---- | ------------------------------ | ------------ | ----- |
| 1   | 26 | Jacques Laffite       | Ligier-Ford Cosworth     | 53   | 1h36'03"21                     | 1            | 9     |
| 2   | 2  | Carlos Reutemann      | Lotus-Ford Cosworth      | 53   | +14"94                         | 3            | 6     |
| 3   | 7  | John Watson           | McLaren-Ford Cosworth    | 53   | +1'28"81                       | 6            | 4     |
| 4   | 25 | Patrick Depailler     | Ligier-Ford Cosworth     | 53   | +1'41"72                       | 2            | 3     |
| 5   | 1  | Mario Andretti        | Lotus-Ford Cosworth      | 52   | +1 giro                        | 7            | 2     |
| 6   | 14 | Emerson Fittipaldi    | Fittipaldi-Ford Cosworth | 52   | +1 giro                        | 11           | 1     |
| 7   | 18 | Elio De Angelis       | Shadow-Ford Cosworth     | 52   | +1 giro                        | 16           |       |
| 8   | 30 | Jochen Mass           | Arrows-Ford Cosworth     | 51   | +2 giri                        | 14           |       |
| 9   | 27 | Alan Jones            | Williams-Ford Cosworth   | 51   | +2 giri                        | 15           |       |
| 10  | 28 | Clay Regazzoni        | Williams-Ford Cosworth   | 51   | +2 giri                        | 17           |       |
| 11  | 22 | Derek Daly            | Ensign-Ford Cosworth     | 51   | +2 giri                        | 24           |       |
| Rit | 12 | Gilles Villeneuve     | Ferrari                  | 48   | Motore                         | 10           |       |
| Rit | 31 | Héctor Rebaque        | Lotus-Ford Cosworth      | 46   | Sospensione                    | 19           |       |
| Rit | 17 | Jan Lammers           | Shadow-Ford Cosworth     | 42   | Trasmissione                   | 21           |       |
| Rit | 20 | James Hunt            | Wolf-Ford Cosworth       | 41   | Probl. elettrici               | 18           |       |
| Rit | 4  | Jean-Pierre Jarier    | Tyrrell-Ford Cosworth    | 15   | Motore                         | 4            |       |
| Rit | 15 | Jean-Pierre Jabouille | Renault                  | 15   | Motore                         | 12           |       |
| Rit | 5  | Niki Lauda            | Brabham-Alfa Romeo       | 8    | Alimentazione                  | 23           |       |
| Rit | 16 | René Arnoux           | Renault                  | 6    | Motore                         | 25           |       |
| Rit | 11 | Jody Scheckter        | Ferrari                  | 0    | Collisione alla prima partenza | 5            |       |
| Rit | 3  | Didier Pironi         | Tyrrell-Ford Cosworth    | 0    | Collisione alla prima partenza | 8            |       |
| Rit | 8  | Patrick Tambay        | McLaren-Ford Cosworth    | 0    | Collisione alla prima partenza | 9            |       |
| Rit | 6  | Nelson Piquet         | Brabham-Alfa Romeo       | 0    | Collisione alla prima partenza | 20           |       |
| Rit | 24 | Arturo Merzario       | Merzario-Ford Cosworth   | 0    | Collisione alla prima partenza | 22           |       |
| NP  | 29 | Riccardo Patrese      | Arrows-Ford Cosworth     |      | Incidente al warm-up           | 13           |       |
| NP  | 9  | Hans-Joachim Stuck    | ATS-Ford Cosworth        |      | Vettura non assemblata         |              |       |

## Classifiche

### Piloti
| Pos. | Pilota             | Punti |
| ---- | ------------------ | ----- |
| 1    | Jacques Laffite    | 9     |
| 2    | Carlos Reutemann   | 6     |
| 3    | John Watson        | 4     |
| 4    | Patrick Depailler  | 3     |
| 5    | Mario Andretti     | 2     |
| 6    | Emerson Fittipaldi | 1     |

### Costruttori
| Pos. | Team                     | Punti |
| ---- | ------------------------ | ----- |
| 1    | Ligier-Ford Cosworth     | 12    |
| 2    | Lotus-Ford Cosworth      | 8     |
| 3    | McLaren-Ford Cosworth    | 4     |
| 4    | Fittipaldi-Ford Cosworth | 1     |

## Decisioni della FIA
La Federazione decise di multare John Watson di 10.000 franchi svizzeri per l'incidente al via del gran premio. La decisione venne presa a San Paolo del Brasile, nei giorni precedenti il gran premio successivo, con il contributo, oltre che del presidente della FISA, Jean-Marie Balestre, anche dai responsabili del circuito argentino. La Federazione decise di non squalificare il pilota della McLaren, che però venne ufficialmente ammonito.